# أدونيس أزرق
الأدونيس الأزرق (الاسم العلمي:Adonis caerulea) نوع نباتي يتبع جنس الأدونيس من الفصيلة الحوذانية.